# Сардуал
Сардуа́л (порт. Sardoal; МФА: [saɾ.du.ˈaɫ]) — муніципалітет і містечко в Португалії, в окрузі Сантарен. Розташований у центральній частині країни, на теренах історичної португальської провінції Ештремадура. Належить до Сантаренської діоцезії Католицької церкви в Португалії. Права міського самоврядування має з 1532 року. Поділяється на 4 парафії. За адміністративним поділом, чинним до 1976 року, був складовою провінції Рібатежу. Площа муніципалітету — 92,15 км², населення муніципалітету — 3939 ос. (2011); густота населення — 42,75 осіб/км²
. Патрон — святий Яків. Святковий день муніципалітету — 22 вересня. Поштовий індекс — 2230.  Код місцевої адміністративної одиниці — 1417. Складова статистичного регіону Центр.

## Географія
Сардуал розташований в центрі Португалії, на південному сході округу Сантарен.
Сардуал межує на півночі з муніципалітетом Віла-де-Рей, на сході — з муніципалітетом Масан, на півдні та заході — з муніципалітетом Абрантеш.

## Населення
| Кількість мешканців | Кількість мешканців | Кількість мешканців | Кількість мешканців | Кількість мешканців | Кількість мешканців | Кількість мешканців | Кількість мешканців | Кількість мешканців | Кількість мешканців | Кількість мешканців | Кількість мешканців | Кількість мешканців | Кількість мешканців | Кількість мешканців | Кількість мешканців |
| ------------------- | ------------------- | ------------------- | ------------------- | ------------------- | ------------------- | ------------------- | ------------------- | ------------------- | ------------------- | ------------------- | ------------------- | ------------------- | ------------------- | ------------------- | ------------------- |
| 1864                | 1878                | 1890                | 1900                | 1911                | 1920                | 1930                | 1940                | 1950                | 1960                | 1970                | 1981                | 1991                | 2001                | 2011                |                     |
| 4 708               | 4 922               | 5 219               | 5 804               | 6 401               | 6 463               | 6 863               | 7 163               | 7 073               | 6 854               | 5 550               | 5 022               | 4 430               | 4 104               | 3 939               |                     |